# Hessischer Bauernbund
Der Hessische Bauernbund war eine politische Partei im Großherzogtum Hessen und dem Volksstaat Hessen. Er verstand sich als Interessenvertretung der ländlichen Bevölkerung und vertrat konservative und antisemitische Positionen.

## Großherzogtum Hessen
In verschiedenen Ländern des Deutschen Reichs  bildeten sich Ende der 1880er Jahre politische Parteien, die zunächst als Antisemiten und später unter dem Namen Bauernbund auftraten. Der wichtigste Vertreter der Antisemiten in Hessen war Otto Böckel, der 1887 das Marburger Reichstagsmandat für die Antisemitische Volkspartei (AVP) gewann. 1890 gewannen die Antisemiten daneben noch in den Wahlkreisen 2 und 3. 1893 gewann Otto Hirschel auch noch den Wahlkreis Erbach-Bensheim.
1890 gründete Böckel den „Mitteldeutscher Bauernverein“ (ab 1899 „Hessischer Bauernbund“). 1904 fusionierte der Bauernbund mit dem konservativ-Nationalliberalen „Bund der Landwirte“ (Vorsitzender war Gustav Korell). Der Name der gemeinsamen Landtagsfraktion lautete nun „Bauernbund (Hessische Volkspartei)“. Fraktionsvorsitzender war Philipp Köhler. 1915 erfolgte die Abspaltung der Deutsch-Völkischen Partei unter Ferdinand Werner.
Bei den Wahlen zur zweiten Kammer der Landstände des Großherzogtums Hessen erreichte der Bauernbund folgende Ergebnisse:
| Jahr   | Sitze im Landtag | (Sitze Antisemiten) |
| ------ | ---------------- | ------------------- |
| 1890/2 |                  | (3)                 |
| 1897   | 1                | (5)                 |
| 1899   |                  |                     |
| 1902   | 13               |                     |
| 1905   | 11               |                     |
| 1908   | 15               |                     |
| 1911   | 14               |                     |

## Weimarer Republik
Im Januar 1919 wurde der Hessische Bauernbund in Friedberg neu gegründet. 1927 nannte er sich in Hessischer Landbund um. Politisch stand er dem Landbund bzw. Reichslandbund und der DNVP nahe.
Bei den Wahlen zum Landtag des Volksstaates Hessen erreichte der Bauernbund folgende Ergebnisse:
| Jahr | Listenname                                       | Stimmenanteil | Sitze    |
| ---- | ------------------------------------------------ | ------------- | -------- |
| 1921 | Hessischer Bauernbund / Rheinhessische Landliste | 15,1 %        | 11 Sitze |
| 1924 | Hessischer Bauernbund                            | 13,2 %        | 9 Sitze  |
| 1927 | Hessischer Bauernbund / Rheinhessische Landliste | 12,7 %        | 9 Sitze  |
| 1931 | Hessisches Landvolk                              | 2,6 %         | 2 Sitze  |

Bei den Kommunalwahlen im Volksstaat Hessen 1919/1920 erwies sich die Provinz Oberhessen als Parteihochburg. Im dortigen Provinzialtag wurde die gemeinsame Liste von Hessischer Volkspartei und Bauernbund zweitstärkste Partei.
Ein wichtiger Vertreter der Partei war Heinrich Leuchtgens, Fraktionsvorsitzender von 1925 bis 1927.